# Fowsiyo Yusuf Haji Adan
Fowsiyo Yusuf Haji Adan, in somalo Foosiya Yuusuf Xaaji Aadan (in arabo فوزية يوسف حاجي عدن‎?,  anche Foosiya o Fawzia Yusuf Haji Adan) (Hargeisa, ...), è una politica somala, Ministro degli affari esteri nel governo del Primo ministro Abdi Farah Shirdon dal novembre 2012 al gennaio 2014.
Durante il suo mandato ha stipulato diversi accordi bilaterali sia con gli Emirati Arabi che con la Cina entrambi nel 2013. Nel 2021, Fawzia Yusuf H. Adan è un candidato presidenziale il 10 ottobre 2021.